# Ilija Vasilev
Ilija Vasilev Georgiev (* 12. prosince 1957 Balčik) je bývalý bulharský zápasník – klasik.

## Sportovní kariéra
Připravoval se v Sofii v klubu Levski-Spartak. Specializoval se na řecko-římský (klasický) styl. V bulharské mužské reprezentaci se pohyboval od poloviny osmdesátých let dvacátého století ve váze do 100 kg. V roce 1988 porazil v bulharské olympijské nominaci pro účast na olympijských hrách v Soulu zkušenějšího Andreje Dimitrova. Ve druhém kole základní skupiny prohrál s Maďarem Tamásem Gáspárem těsně 1:2 na body. Maďar však v dalším kole kvůli zranění z turnaje odstoupil. V posledním šestém kole v souboji o vítězství ve skupině prohrál na technickou převahu se západním Němcem Gerhardem Himmelem. Z druhého místa ve skupině postoupil do souboje o celkové třetí místo proti Američanu Dennisu Koslowskim a prohrál výrazným rozdílem 0:6 na body. Obsadil 4. místo. V roce 1992 se do bulharského olympijského týmu pro účast na olympijských hrách v Barceloně nevešel na úkor Atanase Komševa.

## Výsledky
| Turnaj             | 1985 | 1986 | 1987 | 1988 | 1989 | 1990 | 1991 |
| Turnaj             | 22   | 23   | 24   | 25   | 26   | 27   | 28   |
| Turnaj             | -100 | -100 | -100 | -100 | -100 | -100 | -100 |
| ------------------ | ---- | ---- | ---- | ---- | ---- | ---- | ---- |
| Olympijské hry     |      |      |      | 4.   |      |      |      |
| Mistrovství světa  | —    | 4.   | 6.   |      | 2.   | ?    | —    |
| Mistrovství Evropy | 2.   | —    | 1.   | —    | ?    | ?    | 5.   |